# Бадинген
Бадинген (нем. Badingen) — община в Германии, в земле Саксония-Анхальт.
Входит в состав района Штендаль. Подчиняется управлению Бисмарк/Кледен. Население составляет 515 человек (на 31 декабря 2006 года). Занимает площадь 17,35 км².